# Órfãos da Terra
Órfãos da Terra è una telenovela brasiliana prodotta da TV Globo, che l'ha trasmessa per la prima volta dal 2 aprile al 27 settembre 2019 .
Composta da 154 episodi, è stata scritta da Duca Rachid e Thelma Guedes con la collaborazione di Dora Castellar, Aimar Labaki, Carolina Ziskind e Cristina Biscaia, e diretta da André Câmara, coadiuvato da Pedro Peregrino, Bruno Safadi, Alexandre Macedo e Lúcio Tavares.
Nel 2020 ha ricevuto il Premio Emmy Internacional per la migliore telenovela; le autrici Rachid e Guedes avevano già vinto un Emmy con un'altra serie, Joia Rara, nel 2014. 